# 島根県立安来高等学校
島根県立安来高等学校（しまねけんりつ やすぎこうとうがっこう, Shimane Prefectural Yasugi High School）は、島根県安来市に所在する公立の高等学校。通称「安高」（やすこう）。

## 概要
歴史
1901年（明治34年）に開校した「能義郡立農業学校」を前身とする。2020年（令和2年）に創立120周年を迎えた。
設置課程・学科
全日制課程 普通科
校訓
「きびしく・高く・美しく」
校章
安来節にちなみ、社日公園の桜の花弁と十神山の松の葉の絵を組み合わせたものを背景にして、「高」の文字が置かれている。
校歌
作詞は吉井勇、作曲は山田和男による。歌詞は3番まであり、各番とも「安来高校 栄えあれ」で終わる。
同窓会
「中の海会」（なかのうみかい）と称している。関東と関西に支部を置く。

## 沿革
農業学校・新制農業高等学校時代
- 1901年（明治34年）4月2日 - 「能義郡立農業学校」が開校。
- 1923年（大正12年）3月31日 - 県立移管により、「島根県立安来農学校」に改称。
- 1934年（昭和9年）4月1日 - 安来町立実科高等女学校との統合により「島根県立安来実業学校 農学部」となる。
- 1941年（昭和16年）4月1日 - 統合を解消し、「島根県立安来農業学校」となる。
- 1947年（昭和22年）4月1日 - 学制改革（六・三制の実施、新制中学校の発足）
  - 農業学校の生徒募集を停止（1年生不在）。
  - 新制中学校を併設し（名称:島根県立安来農業学校併設中学校、以下・併設中学校）、農業学校1・2年修了者を新制中学校2・3年生として収容。
  - 併設中学校は経過措置としてあくまで暫定的に設置されたため、新たに生徒募集は行われず（1年生不在）、在校生が2・3年生のみの中学校であった。
  - 農業学校3・4年修了者はそのまま農業学校に在籍し、4・5年生となる（4年修了時点で卒業することもできた）。
- 1948年（昭和23年）
  - 4月1日 - 学制改革（六・三・三制の実施、新制高等学校の発足）により農業学校が廃止され、新制高等学校「島根県立安来農林高等学校」が発足。
    - 全日制課程農業科と女子家政別科を設置。
    - 農業学校卒業生（5年修了者）を新制高校3年生、農業学校4年修了者を新制高校2年生、併設中学校卒業者（3年修了者）を新制高校1年生として収容。
    - 併設中学校は新制高校に継承され（名称:島根県立安来農林高等学校併設中学校）、在校生が1946年（昭和21年）に農業学校へ最後に入学した3年生のみとなる。

  - 9月1日 - 定時制分校を2校（広瀬分校・母里分校）設置。
- 1949年（昭和24年）3月31日 - 併設中学校を廃止（旧制4・5年から新制3年への修業年限の移行が完了）。

高等女学校時代
- 1916年（大正5年）5月12日 - 「安来町立女子技芸学校」が開校[1]。
- 1918年（大正7年）4月1日 - 別科を設置。
- 1925年（大正14年）4月1日 - 「安来町立実科高等女学校」と改称[2]。
- 1934年（昭和9年）4月1日 - 島根県立安来農学校との統合により「島根県立安来実業学校 女学部」となる。
- 1941年（昭和16年）4月1日 - 統合を解消し、「島根県立安来高等女学校」となる[3]。
- 1945年（昭和20年）4月1日 - 専攻科を設置。
- 1947年（昭和22年）4月1日 - 学制改革（六・三制の実施、新制中学校の発足）
  - 高等女学校の生徒募集を停止（1年生不在）。
  - 新制中学校を併設し（名称:島根県立安来高等女学校併設中学校、以下・併設中学校）、高等女学校1・2年修了者を新制中学校2・3年生として収容。
  - 併設中学校は経過措置としてあくまで暫定的に設置されたため、新たに生徒募集は行われず（1年生不在）、在校生が2・3年生のみの中学校であった。
  - 高等女学校3・4年修了者はそのまま高等女学校に在籍し、4・5年生となる（4年修了時点で卒業することもできた）。

新制高等学校
- 1948年（昭和23年）
  - 4月1日 - 学制改革（六・三・三制の実施、新制高等学校の発足）により高等女学校が廃止され、新制高等学校「島根県立安来高等学校」（男女共学）が発足。
    - 全日制課程普通科を設置。
    - 高等女学校卒業生（5年修了者）を新制高校3年生、高等女学校4年修了者を新制高校2年生、併設中学校卒業者（3年修了者）を新制高校1年生として収容。
    - 併設中学校は新制高校に継承され（名称:島根県立安来高等学校併設中学校）、在校生が1946年（昭和21年）に高等女学校へ最後に入学した3年生のみとなる。
- 1949年（昭和24年）
  - 3月31日 - 併設中学校を廃止（旧制4・5年から新制3年への修業年限の移行が完了）。
  - 4月1日 - 高校三原則に基づく島根県内公立高校再編により、島根県立安来農林高等学校を統合し、総合制高等学校「島根県立安来高等学校」が発足。
    - 定時制課程（中心校）を新設。
- 1952年（昭和27年）4月1日 - 女子家政別科の生徒募集を停止し、定時制課程家庭科を新設。
- 1955年（昭和30年）4月1日 - 定時制課程の生徒募集を停止。
- 1958年（昭和33年）3月31日 - 定時制課程を廃止。
- 1964年（昭和39年）4月1日 - 鉄筋コンクリート造の校舎（第1棟）と農場センターが完成。
- 1966年（昭和41年）12月28日 - 天文台を設置。
- 1969年（昭和44年）11月28日 - 校門が完成。
- 1971年（昭和46年）
  - 4月1日 - 母里分校の生徒募集を停止。
  - 12月9日 - 体育館・農場センター・牛舎のすべてと第3棟・第4棟の一部を消失。
- 1972年（昭和47年）10月6日 - 安来市佐久保町に移転することが決定される。
- 1974年（昭和49年）
  - 2月20日 - 新校地に鉄筋コンクリート造3階建ての特別教室棟が完成。
  - 3月6日 - 体育館が完成。
  - 3月31日 - 母里分校を廃止。
- 1975年（昭和50年）
  - 3月 - 教室棟・同窓会館が完成。
  - 8月23日 - 管理棟が完成。
  - この年 - 新校舎（現在地）の移転を完了。
- 1976年（昭和51年）3月25日 - 格技場が完成。
- 1977年（昭和52年）4月1日 - 全日制課程 農業科の生徒募集を停止。
- 1979年（昭和54年）3月31日 - 全日制課程 農業科を廃止。普通科校に完全に移行。
- 1980年（昭和55年）3月 - 農業科の閉科を記念して沿革之碑を建立。
- 1981年（昭和56年）4月1日 - 広瀬分校の生徒募集を停止。
- 1982年（昭和57年）
  - 1月12日 - 創立80周年を記念し、沿革・校歌碑を建立。
  - 2月19日 - 創立80周年記念庭園が完成。
- 1984年（昭和59年）3月31日 - 広瀬分校を廃止。
- 1985年（昭和60年）3月30日 - 第1校地から第2校地への進入橋を架け替え「下沢橋」と命名。
- 1990年（平成2年）12月15日 - 中の海会館（同窓会館）が完成。
- 1992年（平成4年）3月 - 安来道路の設置に伴い、第2校地（野球場・テニスコート）を整備。
- 1997年（平成9年）11月7日 - 下沢橋を架け替える。
- 1999年（平成11年）3月1日 - 校舎のリフレッシュ工事が完成。
- 2000年（平成12年）10月21日 - 創立100周年記念式典を挙行。記念事業として100周年記念広場が完成し、記念モニュメント「水のかなたに」を建立。
- 2002年（平成14年）10月 - 体育館を改修。
- 2004年（平成16年）8月 - 全国高等学校総合体育大会（04中国総体）でバレーボール競技の会場となる。
- 2005年（平成17年）6月 - 生徒棟に冷暖房設備を設置。
- 2009年（平成21年）4月1日 - 島根県立松江養護学校（現・島根県立松江支援学校）の分校である安来分教室が併設され、知的に障害を持つ高校生の受け入れを開始。

## 学校行事
・9月に蒼輝祭と呼ばれる体育祭が2日間にわたり開催される。１日目は主に体育館で、各クラスがステージで発表する。内容は１年生は安来節の銭太鼓で２年生はYステと呼ばれる演劇やダンスなど、何でもありのステージ発表を行う。３年生は翌日校庭にで行われる応援合戦で着用する衣装の紹介を各色組が行う。生徒会企画「金の卵」では有志がステージで様々な発表を行う。２日目は一般的な運動会のように様々な競技や応援合戦を行う。
・体育明けのから10月のロードレースに向けて、体育にて安来高校から清水寺に入る交差点までを往復で走る通称「清ラン」を行う。
・10月には男子17km、女子12kmの距離を走るロードレース大会が行われる。
・11月には文化祭が開催され、各文化部の出し物や体育祭同様、生徒会企画「金の卵」などが行われる。
・年に2度バレーボールとバスケットボールの球技大会が実施される。

## 部活動
バレーボール部が活躍しており、女子バレーボール部は第77回春の高校バレーでベスト8入りした。
体育系
- バレーボール部
- バスケットボール部
- 卓球部
- 野球部
- テニス部
- ソフトテニス部
- ソフトボール部
- 陸上部
- フェンシング部
- 水泳部（社会体育）

文化系
- 演劇部
- 弦楽部
- 茶道部
- 自然科学部（物理・化学・生物・地学）
- 写真部
- 書道部
- 新聞部
- 吹奏楽部
- 生活科学部
- JRC部 （Junior Red Cross）
- 美術部 - 2007年（平成19年）3月に開催された第7回全国高等学校版画選手権大会「はんが甲子園」に出場し、優勝・文部科学大臣賞を受賞。

## 著名な出身者

### スポーツ

#### 野球
- 山本一徳（北海道日本ハムファイターズ：球団職員）

#### バレーボール
- 石倉弘士
- 津賀菜緒
- 杉原若葉

### その他
- 田中武夫（安来市長）
- 武良布枝（『ゲゲゲの女房』著者・漫画家水木しげるの妻）※旧制安来高女卒業
- 安部憲幸（フリーアナウンサー）